# Peter Lamborn Wilson
Peter Lamborn Wilson (* 20. Oktober 1945 in Baltimore, Maryland; † 23. Mai 2022 in Saugerties, Ulster County, New York), besser bekannt unter dem Pseudonym Hakim Bey, war ein US-amerikanischer Schriftsteller. Er wurde bekannt als subkultureller Künstler und Philosoph und proklamierte den Anarchismus als Ontologie. Der Name „Hakim“ (arabisch حاكم) bedeutet Arzt, Richter oder Gelehrter. „Bey“ ist das türkische Wort für Herr oder Fürst und war ein traditioneller Titel türkischer und persischer Stammesführer.

## Leben
Hakim Bey verfasste Bücher und zahlreiche Essays über kunst- und kulturkritische Themen, anarchistische Gesellschaftsmodelle und islamische Mystik. Mit The Moorish Orthodox Radio Crusade (WBAI-FM, New York City) wurde er auch als Rundfunkmacher bekannt. Bey sah sich selbst in der Tradition islamischer Mystiker und Ketzer (Sufis, Assassinen) und sympathisierte mit historischen libertären Bewegungen wie den solidarischen Tong-Geheimgesellschaften in China und dem Piratentum. Auf ausgedehnten Reisen suchte er Begegnungen mit Mystikern in der ganzen islamischen Welt von Marokko bis Java – zwei Jahre in Indien, Pakistan, Afghanistan und sieben Jahre im Iran, wo er Sophia Perennis (Jāvīdān Khirad) herausgab, die Vierteljahresschrift des Iranian Institute of Philosophy in Zusammenarbeit mit der Iranian Philosophical Society. Zusammen mit iranischen Gelehrten arbeitete er an Studien über Sufismus und Ismailismus und an zahlreichen Übersetzungen persischer Dichtung. Darüber hinaus war er mit Robert Anton Wilson Herausgeber von Semiotext(e).
Sein in der anarchistischen Subkultur legendärer Ruf gründete auf seinen Broadsheets of Ontological Anarchism, in denen er einen Hang zum Okkultismus verriet, und auf seinem Konzept der Temporären Autonomen Zone (TAZ). Die Idee einer temporär, also nur kurzzeitig existierenden Zone, in der gesellschaftliche Regeln und Machtverhältnisse außer Kraft gesetzt sind oder absichtlich missachtet werden, ist von den Situationisten inspiriert. Charles Fourier (französischer Utopist) scheint ihn ebenfalls stark beeinflusst zu haben. Insbesondere die Texte über die Temporäre Autonome Zone fanden auch außerhalb des englischen Sprachraums Beachtung; sie griffen Motive der Kommunikationsguerilla auf und zeigten eine entfernte Verwandtschaft zur Philosophie Michel Foucaults. Bey regte konkrete Akte eines von ihm so bezeichneten „poetischen Terrorismus“ an, um zum Beispiel Mainstream-Medien oder öffentlich bekannte Personen anzugreifen oder zu irritieren. Ein weiterer wichtiger Begriff in seinen Schriften war die Totalität, die den ständig ausufernden Zugriff der kapitalistischen Medien-, Kapital- und Warengesellschaft auf alle Aspekte des menschlichen Lebens beschrieb. Beys Lösungsansätze und anarchistische Modelle lagen zwischen urkommunistischen Gemeinschaftsformen „primitiver“ Stämme und futuristischen Utopien einer postkapitalistischen Informationsgesellschaft (siehe sein Essay Primitive und Extropianer).

## Werke (Auswahl)

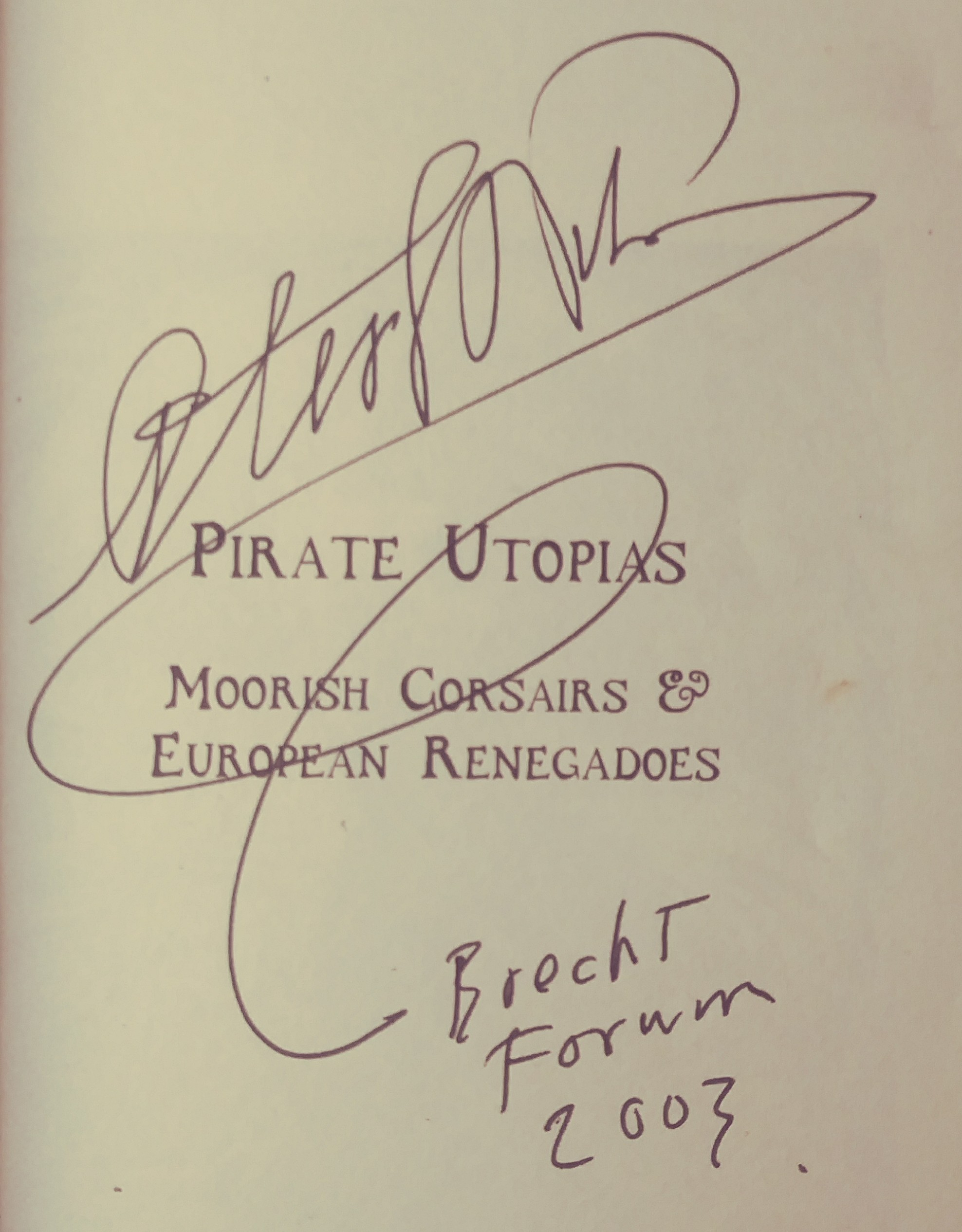
Handsigniertes Titelblatt von Pirate Utopias

- Wilson / Nasrollah Pourjavady: Kings of love. The poetry and history of the Ni'matullāhī Sufi order. Imperial Iranian Acad. of Philosophy, Teheran, 1979
- mit Karl Schlamminger: Weaver of Tales. Persian Picture Rugs / Persische Bildteppiche. Geknüpfte Mythen. Callwey, München 1980, ISBN 3-7667-0532-6.
- Engel. Kohlhammer Verlag, Stuttgart, 1981 (engl. Original: Angels Thames and Hudson, London 1980)
- CHAOS: The broadsheets of ontological anarchism (1985)
- The drunken universe. an anthology of Persian Sufi poetry. Phanes Pr., Grand Rapids, 1987
- Radio Sermonettes (1992)
- Sacred drift. Essays on the margins of Islam. City Light Books, San Francisco, 1993
- TAZ: The Temporary Autonomous Zone, Ontological Anarchy, Poetic Terrorism (1991) (auf Deutsch erschienen in der Edition ID-Archiv, Berlin 1994)
- Aimless Wandering: Chuang Tzu's Chaos Linguistics
- Piraten Anarchisten Utopisten. Mit ihnen ist kein Staat zu machen. Karin Kramer Verlag, Berlin, 2009 (engl. Original: „Pirate Utopias. Moorish Corsaires & European Renegadoes“, New York, 1995, 2003)
- Immediatism (1996)
- Millennium (1996)
- Skandal. Ketzerei im Islam. Edition selene, 1997
- Ploughing the clouds. the search for Irish Soma. City Lights, San Francisco, 1999
- Grenzverletzungen. Hadit Verlag, 2004
- Primitive und Extropianer. In: Der Golem, Nr. 2, Hadit Verlag 2000